# Fußballnationalmannschaft von Malaya
Die Fußballnationalmannschaft der Föderation Malaya war eine kurzlebige Auswahlmannschaft, die den unabhängigen Staat innerhalb des britischen Commonwealth auf der südlichen Spitze der Malaiischen Halbinsel vertrat. Sie existierte von 1948 bis 1963 und gilt als direkter Vorgänger der heutigen Fußballnationalmannschaft von Malaysia.

## Geschichte
Die Federación de Fútbol de Malasia wurde 1933 gegründet und erhielt 1954 die Mitgliedschaft sowohl in der asiatischen Konföderation AFC als auch im Weltfußballverband FIFA. 1953 wurde das Olympische Komitee von Malaya gegründet und Mitte der 1950er Jahre Mitglied im Internationalen Olympischen Komitee.
Am 20. Juni 1948 absolvierte die Fußballnationalmannschaft von Malaya gegen Singapur in einem Freundschaftsspiel ihr erstes Länderspiel, das jedoch mit 2:4 verloren ging. Es dauerte 5 Jahre, 2 Monate und 26 Tage, bis am 13. September 1953 ein weiteres Länderspiel organisiert wurde. Erneut ging es gegen die Auswahlmannschaft von Singapur, dieses Mal mit einem 3:1-Sieg für Malaya.
Das letzte Länderspiel fand am 16. August 1963 in Kuala Lumpur gegen die südkoreanische Fußballnationalmannschaft statt, was mit 0:3 verloren wurde.

### FIFA-Weltmeisterschaft
Der malaysische Fußballverband ist seit 1954 offizielles Mitglied des Weltfußballverbandes FIFA, nahm jedoch nie an einer Qualifikation zur FIFA-Weltmeisterschaft teil.

### Olympische Spiele
Seit 1953 verfügt Malaya über ein eigenständiges Olympisches Komitee und nahm 1956 in Melbourne und 1960 in Rom an den Olympischen Sommerspielen teil, jedoch nicht im Fußball. Erst 1972 konnte sich die heutige malaysische Fußballnationalmannschaft der Männer für die Olympischen Spiele qualifizieren.

### AFC-Asien-Pokal

#### Qualifikation 1956
Malaya nahm erstmals an den Qualifikationen für den AFC Asien-Pokal 1956 teil und spielte in der ersten Runde gegen die Fußballauswahl von Kambodscha. Das Hinspiel fand am 17. März 1956 in Kuala Lumpur vor 4.000 Zuschauern statt, wobei Malaya deutlich mit 9:2 gewann. Top-Torschütze Abdul Ghani Minhat erzielte dabei sieben der neun Tore. Trotz der 2:3-Niederlage im Rückspiel am 24. April 1956 in Kambodscha konnte sich Malaya aufgrund des hohen Gesamtergebnisses durchsetzen.
In der zweiten Runde traf Malaya auf Südvietnam. Vor 20.000 Zuschauern verlor Malaya das Auswärtsspiel mit 0:4 und konnte den Rückstand im Rückspiel durch ein 3:3-Unentschieden nicht wettmachen, wodurch die Qualifikation verpasst wurde.

#### Qualifikation 1960
Das zweite und letzte Mal nahm Malaya an der Qualifikation für den AFC Asien-Pokal 1960 teil und wurde in die Zentralasiatische Gruppe mit Südvietnam und Singapur zugelost. Am 11. Mai 1959 besiegte Malaya die Heimmannschaft aus Singapur mit 5:2 und hatte gegen Südvietnam die Chance, sich erstmals für die Asiatische Fußballmeisterschaft zu qualifizieren. Das entscheidende Spiel fand am 13. Mai 1959 im Jalan Besar Stadion in Singapur vor fast 10.000 Zuschauern statt. Malaya verlor das Spiel, nachdem der südvietnamesische Spieler Ha Tam in der 4. Spielminute den Führungs- und schließlich Siegtreffer erzielt hatte.

### Asienspiele

#### Teilnahme 1958
Ende der 1950er Jahre nahm Malaya erstmals an den Asienspielen 1958 in Tokio, Japan im Herrenfußball teil. Das Team wurde in die Gruppe A gelost, gemeinsam mit Pakistan, Südvietnam und der Republik China. Beide Gruppenspiele verlor die Mannschaft der schwarz-gelben Tiger: ein 1:2 gegen die Republik China und eine 1:6-Niederlage gegen Südvietnam. Mit null Punkten wurde Malaya Gruppenletzter und schied aus dem Turnier aus.

#### Teilnahme 1962
1962 war Malaya erneut bei den Asienspielen vertreten und reiste im August nach Jakarta, Indonesien. Das Team wurde in die Gruppe A gelost, gemeinsam mit Südvietnam, den Philippinen und dem Gastgeber Indonesien. Am 26. August begann das erste Spiel gegen die Philippinen, das mit einem historischen 15:1-Sieg endete. Dieses Ergebnis stellt bis heute den höchsten Länderspielsieg in der Geschichte des Landes dar. Das zweite Spiel fand am 28. August im Ikada-Stadion vor 40.000 Zuschauern statt, wobei Malaya knapp mit 3:2 gegen den Gastgeber Indonesien gewann. Obwohl Malaya das nächste Spiel einen Tag später gegen Südvietnam mit 0:3 verlor, erreichte das Team durch den zweiten Platz in ihrer Gruppe die Runde der besten vier Mannschaften.
Am 1. September 1962 spielte die Mannschaft im Halbfinale gegen Südkorea, das erst nach Verlängerung mit 1:2 verloren ging. Am Ende des Turniers konnte Malaya dennoch eine Medaille mit nach Hause nehmen, nachdem sie am 3. September das Spiel um Platz 3 gegen ihren Gruppenrivalen mit 4:1 gewannen und die Bronzemedaille erhielten.
An den Asienspiele 1951 in Indien und 1954 auf den Philippinen nahm Malaya nicht teil, da es zu dem Zeitpunkt noch nicht der Asian Games Federation beigetreten ist.

### Südostasienspiele
Auch an den Südostasienspielen (SEA Games) nahm die Föderation Malaya teil. 1959 erhielt man in Thailand die Bronzemedaille und 1961 in der Republik China Gold, nachdem Burma (das heutige Myanmar) mit 2:0 im Bogyoke-Aung-San-Stadion in Rangun besiegt wurde. Malaya hatte im Halbfinale gegen Thailand 2:2 unentschieden gespielt. Da es damals bei den Spielen keine Verlängerung und kein Elfmeterschießen gab, wurde Malaya durch Losentscheid ins Finale gewählt.

### Merdeka-Tournament

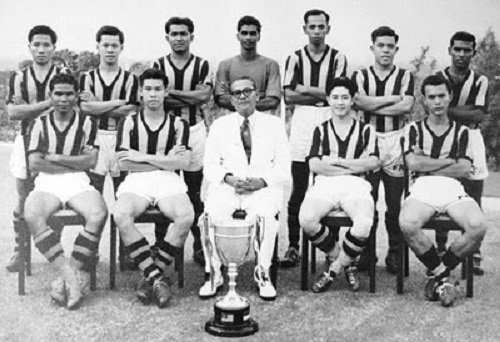
Gewinn des Merdeka-Tournaments 1958

Das erste Turnier an dem die Fußballauswahl von Malaya teilnahm, war das Merdeka-Tournament, was 1957 anlässlich der Unabhängigkeit Malayas organisiert wurde. 1958, 1959 und 1960 konnte man diese Trophäe für sich gewinnen. 1961 holte Malaya den zweiten Platz.

## Nachfolger Malayas
Am 16. September 1963 wurde der Staat Malaysia gegründet, bestehend aus vier ehemaligen Teilen des Britischen Weltreiches: der Föderation Malaya, Britisch-Nordborneo, Singapur (bis 1965) und der Kolonie Sarawak. 1963 wurde der Verband der Föderation Malaya sowie die zugehörige Auswahlmannschaft in den neuen malaysischen Verband integriert. Erstmals trat die Fußballnationalmannschaft von Malaysia beim Merdeka-Tournament 1964 in Erscheinung.

## Erfolge
Asienspiele
- Bronze (1): 1962

Südostasienspiele
- Gold (1): 1961
- Bronze (1): 1959

Merdeka-Tournament
- Sieger (3): 1958, 1959, 1960[12]
- Finalist (1): 1961

Quốc Khánh Cup
- Finalist (1): 1961

## Spiele gegen Europäische Mannschaften
| Datum      | Team   | VS  | Gegner   |                    |
| ---------- | ------ | --- | -------- | ------------------ |
| 18.11.1962 | Malaya | 0-0 | Schweden | Freundschaftsspiel |
| 22.11.1962 | Malaya | 0-1 | Schweden | Freundschaftsspiel |

## Spielerrekorde
| Pl. | Spieler            | Tore | Spielzeiten |
| --- | ------------------ | ---- | ----------- |
| 1.  | Abdul Ghani Minhat | 58   | 1956–1962   |
| 2.  | Robert Choe        | 20   | 1958–1962   |
| 3.  | Arthur Koh         | 14   | 1958–1962   |

## Trainer
- G. Paul (1956)
- Neoh Boon Hean (1957)
- Choo Seng Quee (1958)
- Harun Haji Idris (1961–1962)